# BuzzFeed
BuzzFeed è un sito web d'informazione (gestito dall'omonima società statunitense) che distribuisce articoli attinti dalla rete internet.
Sfruttando la tecnologia web feed, il sito raccoglie notizie dalla rete, come titoli di giornali online, articoli dai blog, video blog e podcast. La specificità del medium originale (testo, audio, video) non costituisce un limite, così come non c'è limite per quanto riguarda i contenuti, che possono spaziare dall'attualità all'economia, dallo sport alla cucina, fino al bricolage.
Fondata nel 2006 a New York da Jonah Peretti, la società è divenuta nota in tutto il mondo.

## Argomenti
BuzzFeed è aggiornato con continuità da uno stuolo di redattori e collaboratori. I contenuti sono organizzati in 28 categorie: notizie, buzz (che sta per brusio, mormorio), vita, intrattenimento, quiz, video, animali, bellezza, libri, affari, reportage (big stories), personaggi famosi, bricolage, cucina, smanettoni (geeky), immagini gif, idee, LGBT, musica, famiglia, politica, mondo, "teche" (rewind), sport, moda (style), tecnologia, viaggi e weekend.
Il servizio (al 2015) è disponibile in dieci diverse edizioni: Stati Uniti, Regno Unito, Australia, Brasile, Canada, Germania, Paesi di lingua spagnola (tranne il Messico), Francia, India e Messico.
Nel luglio 2014 si è scoperto che un redattore, di nome Benny Johnson, aveva pubblicato sul sito articoli protetti da copyright, firmandoli con il proprio nome. L'autore del plagio è stato poi licenziato.

## La comunità virtuale
Dal maggio 2013 anche gli utenti possono pubblicare propri interventi sul sito. All'inizio è previsto il limite massimo di un contributo al giorno, quantità che viene poi incrementata col crescere dell'affidabilità dell'utente.

## Nelle reti sociali su internet
BuzzFeed riceve la maggior parte del suo traffico mediante la creazione di contenuti condivisi sulle reti sociali. Gli articoli sono continuamente tracciati e controllati da un'équipe di analisti interni all'azienda. Viene anche monitorata la reazione (feedback) che ottiene ciascun contributo presso la comunità degli utenti. Il 75% delle visite al sito sono dovute ai link presenti nei siti social come Pinterest, Twitter e Facebook (dato del 2014).